# Nesreća Coste Concordie
Dana 13. siječnja 2012., talijanski kruzer Costa Concordia nasukao se, prevrnuo i na kraju potonuo u plitkim vodama nakon udara u podvodnu stijenu pokraj otoka Giglio u talijanskoj regiji Toskani, pri čemu je poginulo 32 ljudi. Osmogodišnje plovilo tvrtke Costa Cruises bilo je na prvoj dionici krstarenja po Sredozemnom moru kada je skrenulo s planirane rute, doplovilo bliže otoku Giglio i udarilo u stijenu na morskom dnu. Šestosatnim spašavanjem, većina je putnika izvučena na obalu.
Istraga se usredotočila na nedostatke u praćenju procedure od strane posade Coste Concordie i akcije njenog kapetana Francesca Schettina, koji je prerano napustio brod. Oko 300 putnika je ostalo iza njega na brodu, a većina ih je spašena s helikopterima ili motornim čamcima koji su se našli u blizini Schettino je kasnije proglašen krivim za smrti povezane s nesrećom i osuđen na 16 godina zatvora. Iako je i posada bila izložena jakim kritikama, nitko od njih nije optužen.
Costa Concordija je službeno proglašena "konstruktivnim ukupnim gubitkom", a njezino je spašavanje bilo "jedna od najvećih pomorskih operacija spašavanja".
Dana 16. rujna 2013. započelo je spašavanje ispravljanjem, a do ranih sati 17. rujna brod je bio uspravljen na svojoj podvodnoj kolijevci. U srpnju 2014. brod je velikim metalnim spremnicima nazvanim "sponsoni" koji su zavareni u bokove broda, ponovno podignut u plovni položaj, te je odvučen je u 320 kilometara udaljenu matičnu luku Genovu, u rezalište, a cijeli proces je završen u srpnju 2017. godine.
Ukupni troškovi nesreće, uključujući naknade za žrtve, podizanje broda u uspravan popožaj, vuču i otpad, procjenjuju se na približno 2 milijarde dolara, što je preko tri puta više od 612 milijuna američkih dolara, koliko je koštala gradnja broda. Costa Cruises ponudio je putnicima naknadu (do limita od 11.000 EUR po osobi) za plaćanje sve štete, uključujući vrijednost krstarenja; a 65% preživjelih prihvatilo je ponudu.

## Nasukavanje
Costa Concordia (pozivni znak : IBHD, IMO broj : 9320544, MMSI broj : 247158500), s 3.206 putnika i 1.023 člana posade na brodu, isplovila je s otoka Giglio u noći na 13. siječnja 2012., započevši planirano sedmodnevno krstarenje od Civitavecchije, Lacij, Italija, do Savone i pet drugih luka. Lučka strana broda udarila je u greben u 21:42 ili 21:45 po lokalnom vremenu. Greben je u kartama označen kao područje poznato kao Le Scole, oko 800 metara južno od ulaza u luku Giglio, na istočnoj obali otoka. 
Točka početnog udara bila je 8 metara ispod površine mora kod "Scole piccole", krajnje vanjske stijene Le Scole, koja je urezala dvije 50-metarske pukotina na brodskom trupu ispod vodene linije. Udar je usjekao dvije duge čelične trake s trupa broda; koje su kasnije pronađene na morskom dnu. Nekoliko minuta nakon udara, šef strojarnice upozorio je kapetana da je trup imao nepopravljivi rez od 70 metara kroz koji je ulazila voda i potapala generatore i motore.
Bez pogonske snage i na pričuvnoj električnoj energiji, brod se kretao po inerciji i prema posljednjim postavkama svojih kormila, pa je nastavio sjeverno od Le Scolea sve do iza luke Giglio. Prema svjedočenju kapetana Schettina, razni instrumenti nisu funkcionirali. Razna svjedočenja se ne slažu o tome je li brod nagnuo na lučku stranu ubrzo nakon udara i kada je počeo naginjati na drugi bok. U 22:10 Costa Concordia skrenula je prema jugu. Potom se brod nagnuo na desni bok, isprva za oko 20 °, zaustavljajući se u 22:44 na Punta del Gabbianara u moru dubine oko 20 metara i nagnut oko 70°. Schettino je posljednje nasukavanje Costa Concordie na Punti del Gabbianari pripisao vlastitom naporu da tamo manevrira.  No, šef talijanske obalne straže posvjeedočio je da je konačno nasukavanje broda na Punta del Gabbianara bilo posljedica vjetra, a ne pokušaja manevriranja brodom.

### Situacija na mostu
Schettino je rekao da je, prije nego što se približio otoku, isključio sustav alarma za brodski računalni navigacijski sustav. "Navigirao sam vizualno, jer sam dobro poznavao ta morska dna. Ovakav sam potez izveo tri, četiri puta."  Istražiteljima je rekao da je vidio valove kako se razbijaju na grebenu i naglo se okrenuo, zamahujući bokom trupa u greben. "Moram preuzeti odgovornost za činjenicu da sam pogriješio u prosudbi.""Ovaj put sam prekasno naredio skretanje."  Kapetan je u početku rekao da je brod bio oko 300 metres od obale (otprilike dužine plovila) i udario u nepoznatu stijenu. Prvi brodski časnik, Ciro Ambrosio, rekao je istražiteljima da je Schettino ostavio naočale za čitanje u svojoj kabini te je više puta tražio od Ambrosia da provjeri radar umjesto njega.
Kapetan je rekao da su mu upravitelji Costa Cruisesa rekli da izvede pozdrav plovidbom 13. siječnja 2012. Prethodno, 14. kolovoza 2011., brod se kretao sličnom rutom, ali ne tako blizu hridi Le Scole. Prolazak iz 2011. je odobrila Costa Cruises, a odrađen je po danu, za vrijeme otočnog festivala. Uobičajena ruta prolazi oko 8 km od obale. 
Costa Cruises su potvrdili da ruta kojom je.brod plovio 2012. godine "nije definirana [računalno programirana] ruta za prolazak Giglioom." U intervjuu za talijanski TV kanal Canale 5 10. srpnja 2012., Schettino je rekao da je to pridonijelo nesreći. Osim toga, na poziv kapetana, šef sale broda, koji je s otoka, bio je pozvan na most broda da promatra prolazak.  Dosatna osoba na mostu bila je moldavska plesačica Domnica Cemortan koja je posvjedočila da je bila u ljubavnoj vezi sa Schettinom i da se upravo ukrcala na brod kao gost.

### Situacija na palubi
Putnici su bili u blagovaonici kada su iznenada osjetili snažan udar, što je član posade (govoreći preko portafona) pripisao "električnom kvaru". "Gostima smo rekli da je sve [u redu] i pod kontrolom te smo pokušali zaustaviti paniku", prisjetio se upravitelj kabine. Igrom slučaja, kada je brod prvi put udario u stijene, tvrdilo se da je u restoranu svirala "My Heart Will Go On" od Céline Dion, tematska pjesma iz filma Titanic. Brod je ostao bez električne energije u kabinama nedugo nakon početnog sudara. "Brod se počeo tresti. Buka - nastala je panika, poput filma, posuđe se srušilo na pod, ljudi su trčali, padali niz stepenice i govorili "cazzo", rekao je preživjeli. Putnici s broda svjedočili su da se brod iznenada nagnuo prema luci. Putnicima se kasnije savjetovalo da obuku svoje prsluke za spašavanje.
Pola sata prije naredbe o napuštanju broda, jedan je član posade zabilježen na videu kako putnicima na sabirnoj stanici govori: "Riješili smo probleme koje smo imali i pozivamo sve da se vrate u svoje kabine." Kad je brod kasnije okrenuo, počeo se naginjati otprilike 20° na desno, stvarajući probleme u spuštanju čamaca za spašavanje. Predsjednik Costa Cruisesa, Gianni Onorato, rekao je da je normalna evakuacija čamca za spašavanje postala "gotovo nemoguća" jer se brod tako brzo nagnuo.
- Zemljovid rute
- Ruta krstarenja do Civitavecchije i natrag. Strelica: prva dionica, zvijezda: sudar
- Planirana ruta (s početkom u 18:20 UTC, sa skretanjem (s početkom u 20:10 UTC) i završetkom kod otoka Giglia
- Devijacija (od 20:30 UTC) koja je vodila do nesreće (20:45 UTC) i nasukavanja (22:00 UTC)[58]
- Ruta koja uzrokovala nesreću u usporedbi s rutom 14. kolovoza 2011.
- Vremenska crta nesreće
- Dijagram događanja

## Spašavanje
Nakon nasukavanja, putnici i posada su čamcima za spasavanje i helikopterima izvedeni na brod s broda ili su doplivali do otoka, a oko 40 ljudi je nestalo. Polovica ih je kasnije pronađena unutar broda, većinom mrtva.

### Evakuacija
U prvom kontaktu, uspostavljenom u 22:12, između talijanskih lučkih dužnosnika i Costa Concordie nakon udara u greben, neidentificirani časnik na brodu za krstarenje inzistirao je da pati samo od električnog kvara. Na video snimci putnika snimljenoj u 22:20 sati vidi se kako uspaničenim putnicima u prslucima za spašavanje član posade govori da je "sve pod kontrolom" i da se trebaju vratiti u svoje kabine. Za oko 600 putnika koji su se tek ukrcali nije održana vježba evakuacije putnika čamcima za spašavanje. Brodski kuhar rekao je da je Schettino naručio večeru oko 22:30. Otprilike u isto vrijeme, ophodni brod Guardia di Finanza nazvao je Costa Concordiju, ali odgovor nije stigao. Schettino je sudjelovao u tri telefonska poziva s časnikom za upravljanje kriznim linijama.
U 22:26, Schettino je rekao lučkoj kapetani u luci Livorno da brod prima vodu kroz otvor na lučkoj strani i zatražio tegljač. Lučke vlasti upozorene su na sudar tek u 22:42, otprilike sat vremena nakon udara, a naredba za evakuaciju broda izdana je tek u 22:50. Neki su putnici skočili u vodu kako bi plivali do obale, dok su drugi, iako spremni za evakuaciju plovila, zadržani od članovi posade punih 45 minuta, jer je posada opirala ideji da odmah spusti čamce za spašavanje. Prema nekim izvorima, brod se nije nagnuo do 23:15, te da je Schettino bio naredio da napuste brod, čamci za spašavanje su mogli biti spušteni u more ranije, omogućujući putnicima da dođu na sigurno.  S druge strane, jedan je stručnjak izjavio da bi kašnjenje moglo biti opravdano s obzirom na opasnosti kod spuštanja čamaca za spašavanje dok se brod još uvijek kreće. Posada ili 2. kapetan Roberto Bosio koordinirali subneke od časnika palube u većem dijelu evakuacije. On je počeo evakuirati brod prije Schettinove naredbe. Mnogi mlađi časnici i članovi posade koji su bili svjesni ozbiljnosti situacije također su počeli pripremati čamce za spašavanje i premještati putnike iz svojih kabina prije nego što su izdane zapovijedi za napuštanje broda, potez koji je okarakteriziran kao " pobuna".
Iako je velika većina brodskog multinacionalnog osoblja zauzimala položaje koji nisu zahtijevali mornarske kvalifikacije (jer su obavljali usluge poput pranja rublja, kuhanja, zabave, čišćenja, brige za djecu i stolova za čekanje), prema višem brodskom službeniku, su prošli obveznu obuku iz osnovne sigurnosti kako bi mogli pomoći u ovakvim situacijama. Iako su svi govorili barem osnovni engleski, većina nije govorila talijanski.
Nekoliko je putnika ustvrdilo da posada nije pomogla ili nije bila obučena za spuštanje čamaca za spašavanje. Posadu je odbila ovaj navod, a jedan član posade je izjavio: "Članovi posade, bilo Filipinci ili Kolumbijci ili Indijci, pokušali su najbolje što su mogli da pomognu putnicima da prežive brodolom. Komentari nekih putnika da nismo bili od pomoći su nas povrijedili". Treći inženjerijski časnik iz brodske strojarnice također je istaknuo da "Za razliku od kapetana, bili smo tamo do kraja. Učinili smo sve što smo mogli da izbjegnemo katastrofu." Izvršni direktor Costa Cruisesa Pier Luigi Foschi pohvalio je posadu i osoblje, unatoč poteškoćama koje su rezultat očitog nedostatka vodstva od strane brodskih časnika i problema u komunikaciji. Tri osobe su se navodno utopile nakon skoka preko palube, a još sedam je teško ozlijeđeno. Lokalni šef vatrogasaca rekao je da su njegovi ljudi "iščupali 100 ljudi iz mora i spasili oko 60 drugih koji su bili zarobljeni u čamcu". Pet helikoptera talijanske obalne straže, mornarice i zrakoplovstva izmjenjivalo se podižući preživjele s broda i prevozeći ih na sigurno.
Prema istražiteljima, Schettino je napustio brod prije 23:30.
U jednom telefonskom pozivu Obalne straže prema Schettinu, kapetan Gregorio De Falco, kapetan iz Livorna, u više je navrata naredio Schettinu da se vrati na brod sa svog čamca i preuzme odgovornost za tekuću evakuaciju putnika. U jednom trenutku poziva, De Falco se toliko razbjesnio zbog Schettinog zastoja da je povisio glas i rekao Schettinu: "Vada a bordo, cazzo! " (U prijevodu "Vrati se [natrag] na brod, jebote!". Jedan od tih poziva dogodio se u 01:46. Unatoč tome, Schettino se nikada nije vratio na brod iz čamca za spasavanje u koji je tvrdio da je "pao".
U 01:04 časnik zrakoplovstva koji je spušten helikopterom izvijestio je da je na brodu još uvijek 100 ljudi. Otac Raffaele Malena, svećenik broda, rekao je da je među posljednjima napustio brod oko 01:30.  Zamjenik gradonačelnika Isole del Giglio, Mario Pellegrini, koji se ukrcao u sklopu spasilačkih operacija, pohvalio je brodskog liječnika i mladog časnika Costa Concordie Simone Canessu, jedinog časnika kojeg je na brodu upoznao, za pomoć. On i Canessa bili su "rame uz rame" do 05:30. Jedan od nestalih članova posade, konobar, zadnji je put viđen kako pomaže putnicima.

U 03:05 trajektom je na kopno evakuirano 600 putnika. U 03:44 časnik zrakoplovstva izvijestio je da se na brodu još uvijek nalazi 40 do 50 ljudi. U 04:46, evakuacija je zabilježena kao "dovršena" na evidenciji lučke kapetanije luke Livorno. Sljedećeg dana preživjeli su prebačeni u luci Santo Stefano, gdje je uspostavljen prvi centar za koordinaciju i pomoć. Premijer Mario Monti najavio je namjeru da predsjedniku Republike predloži da zlatnom medaljom za građansku hrabrost dodijeli običan narod Isola del Giglio i Monte Argentario za njihovo ponašanje tijekom spašavanja.

### Potraga za nestalima
Ronilačka potraga na nestalim unutar broda trajala je od 14. do 30. siječnja 2012. Šef ronilačkog tima obalne straže opisao je uvjete unutar broda, još uvijek smještenog na 37-metarskoj izbočini, kao "katastrofalne". Potpuni mrak, uz velike komade namještaja koji plutaju uokolo, uvjeti su koji su spašavanje učinili vrlo opasnim. Ronioci bi pronašli ulaz u brod i vezali prepreke poput madraca, prije nego što bi pustili zvuk da prizovu eventualne zarobljene ljude. Ronioci su radili u parovima radi sigurnosti i polako su u cik-cak kretanju pretraživali svako područje. Ronioci su ronili u smjenama od po 40 minuta, čime su osigurali dovoljno komprimiranog zraka u spremnicima za slučajeve nužde. Podvodna vidljivost je varirala od 5 do 60 cm, pa su ronioci su na kacigama imali po dva prednja svjetla. Ronioci su svoju rutu markirali konopcem koji ih može odvesti natrag pri slaboj vidljivosti, a smjestili su i dodatne rezervoare za zrak unutar broda, za slučaj nužde. Ronioci su bili iz talijanske mornarice, obalne straže i Vigili del Fuoco (vatrogasno-spasilačka služba).
Dana 14. siječnja, ronioci su pretraživali brod do mraka. Ronioci i vatrogasci nastavili su potragu za preživjelima koji su mogli biti zarobljeni u brodu i spasili su južnokorejski novopečeni bračni par zarobljen u kabini dvije palube iznad vodene crte i još jednog člana posade koji je imao slomljenu nogu.
Dana 16. siječnja, uzburkano more pomaklo je brod za oko 1.5 centimetres, prekidajući spasilačke radove (vrata su bila zatvorena, a krhotine su padale na spasioce) i stvarajući bojazan da bi brod mogao skliznuti do dubine od 68 metara ili da bi gorivo moglo početi curiti. Operacije su nastavljene otprilike tri sata kasnije. Tijekom cijelog procesa spašavanja, spasioci su više puta aktivirali eksploziv kako bi stvorili rupe u trupu broda i dospjeli u prethodno nepristupačna područja. Dana 18. siječnja spasilački su napori ponovno obustavljeni kada se brod pomaknuo, ali nedugo zatim nastavljeni su.
Dana 20. siječnja brod se počeo pomicati za 1.5 cm na sat, a 24. siječnja Franco Gabrielli, šef talijanske Agencije za civilnu zaštitu, izjavljuje je da je brod "stabilan". Istog dana ronioci su pronašli tijelo 16. žrtve. Dana 29. siječnja operacija je obustavljena jer se brod zbog visokih valova unutar 6 sati pomaknuo za 3.8 cm. Operacija spašavanja se polako pretvarala u opearaciju izbjegavanja ekološke katastrofe. Sljedećeg dana, operacije su nastavljene.
Dana 28. siječnja, pronađeno je 17. tijelo, od ženskog člana posade. Talijanska agencija za civilnu zaštitu je 31. siječnja prekinula potragu u potopljenom dijelu broda jer je deformirani trup roniocima izazvao neprihvatljive sigurnosne probleme. Dana 22. veljače, vođeni informacijama putnika o tome gdje bi se tijela mogla nalaziti, ronioci su u olupini pronašli osam dodatnih tijela. Sastavljena je "posebna platforma" kako bi se olakšao brzo izvlačenje tijela, od kojih su četiri izvučena. Dana 22. veljače oporavak je obustavljen zbog loših vremenskih prilika, a 4. ožujka, dužnosnici su izvijestili da će za pronalazak tijela koristiti "sofisticiranu opremu sličnu robotu".
Dana 22. ožujka otkriveno je još pet tijela u udaljenom dijelu broda za koje se vjerovalo da je unutar trupa.
Dana 15. siječnja 2013. godine smatralo se da su pronađena posljednja dva tijela (tijela putnice i člana posade), ali ih se nije moglo izvuči, jer je njihov položaj u blizini krme značio da se mogu izvuči tek kad se brod okrene. Međutim, tvrtke koje su izvodile operaciju preusmjeravanja porekle su pronalazak bilo kakvih tijela.
Potraga za dva još uvijek nestala tijela nastavljena je nakon što je brod postavljen u popravak 17. rujna 2013. 26. rujna 2013. neidentificirani ostaci pronađeni su u blizini središnjeg dijela broda, gdje su zadnji put viđeni. Posmrtni ostaci podvrgnuti su DNA ispitivanju kako bi se utvrdio njihov identitet. Dana 8. listopada 2013. godine obitelj nestalog člana posade Russela Rebella obaviještena je da je tijelo za koje se vjeruje da je njegovo pronađeno u blizini treće palube na krmi broda. Izvješteno je da su predmeti na tijelu naknadno identificirani kao osobne stvari nestale putnice Marije Grazije Trecarichi, a 24. listopada 2013. objavljeno je da je DNK analiza potvrdila da je to njezino tijelo. Dodatni fragmenti kostiju nepoznate osobe pronađeni su u olupini nekoliko dana nakon pronalaska tijela.
Dana 23. listopada 2013. objavljeno je da je potraga za nestalima dovršena koliko je to tehnički bilo moguće, s obzirom na to da je olupina još bila u vodi. Ovisno o ishodu identifikacijskih analiza već pronađenih posmrtnih ostataka, navedeno je da bi se potraga za članom posade Russela Rebella u olupini mogle provesti radnje nakon što brod bude izvađen iz mora.
Ronioci su 6. i 7. kolovoza 2014., dok je olupina bila privezana u luci Genova, pronašli ljudske ostatke na olupini. Dana 3. studenoga 2014. godine, u olupinama broda otkriveno je posljednje tijelo.

## Olupina

### Osiguravanje mjesta nesreće i prevencija onečišćenja
Vlasti su zabranile pristup brodu na manje od 1 milje, što je prouzročilo probleme vlasnicima privatnih plovila iz luke Giglio.
Loši vremenski uvjeti mogli su prouzročiti izlijevanje nafte s broda. Iz predostrožnosti je postavljena plutajuća barijera protiv onečišćenja. Jaki vjetrovi podigli su 1. veljače zaštitnu barijeru, zbog čega se onečišćenje s krme broda počelo širiti u okolno more. Zaštitna brana nadograđena je na način da može podnijeti teže vremenske prilike.
Dana 7. veljače, direktor civilne zaštite Franco Gabrielli rekao je talijanskom senatu da vode nisu kristalno čiste, ali da su "u zakonskim granicama". Ministar zaštite okoliša Corrado Clini rekao je talijanskom parlamentu da je količina dizel goriva i maziva na brodu Costa Concordia otprilike kao teret malog tankera za naftu.  Clini je rekao da bi svako curenje ulja bilo vrlo toksično za život biljaka i životinja. Kao prvi korak u smjeru prevencije onečišćenja, a i u svrhu lakšeg podizanja broda, ispražnjeni su spremnici za ulje i gorivo.
Kao dio napora za oporavak, skupina od oko 200 divovskih periski ručno je premješteno u obližnje područje zbog prijetnje koju su predstavljali kasniji inženjerski radovi.
Otok Giglio nalazi se unutar granica utočišta za mediteranske morske sisavce "Pelagos", jednog od posebno zaštićenih područja od mediteranskog značaja. Otok je popularno ronilačko odredište, a turizam je vodeća gospodarska grana na otoku. Stanovnici otoka bili su zabrinuti da će olupina odbiti turiste, što bi bio veliki udarac za otočno gospodarstvo. Jedan stanovnik objasnio je: "Šteta za okoliš je ono što nas najviše brine. Ako nafta zagadi obalu, uništeni smo. " Luigi Alcaro, voditelj pomorskih nesreća za talijanski Institut za zaštitu okoliša i istraživanja (ISPRA), agencija Ministarstva okoliša, izjavio je da bi u najgorem slučaju "[W] mogli razgovarati godinama oporavka i desecima milijuna eura ".
Plovilo za hitne reakcije u slučaju onečišćenja, Salina Bay, stiglo je na mjesto nesreće 28. siječnja i ostalo je tamo, kao mjeru opreza, tijekom operacije odstranjivanja goriva. ISPRA-in oceanografski brod Astrea stigao je u Toskanu 29. siječnja radi provođenja istraga o okolišu. Dana 9. veljače, izvršni direktor Costa Cruisesa rekao je stanovnicima Giglia da će tvrtka do sredine ožujka imati plan za uklanjanje broda. Također je obećao umanjiti štetu po njihovo turističko poslovanje.
Olupina se zaustavila na kamenoj platformi i postojala je bojazan da bi mogla skliznuti u dublje vode. Stabilnost i deformacija broda praćena je satelitskim snimkama i površinskim instrumentima. Iako brod nije bio u "neposrednom riziku" da sklizne sa svog položaja u dublju vodu, ministar okoliša Clini rekao je talijanskom senatu 8. veljače da je "rizik od kolapsa sasvim stvaran ... Što više vremena prolazi, to trup postaje slabiji. Ne možemo garantirati da već nije ugrožen." Dana 29. siječnja 2012., znanstvenici su postali "vrlo zabrinuti" što se brod pomaknuo 3.5 cm tijekom šest sati tog dana. Dana 2. veljače brod se pomaknuo 8 cm tijekom sedam sati. Nepovoljni vremenski uvjeti često su uzrokovali obustavu operacija oporavka i spašavanja.
Dana 16. veljače, ravnatelj Civilne zaštite Gabrielli "potvrdio je da u evidentiranim podacima nema anomalija". Drugo izvješće temeljeno na sonarnim i laserskim mjerenjima i podvodnom videu ISPRA-e, naznačilo je da bi se brod mogao urušiti u svom središnjem dijelu, jer njegova težina nije bila poduprta između okomite stijene koja podupire pramac i okomite stijene koja podupire krmu, i izjavio da su obje te stijene "sada počele dramatično mrviti". Ravnatelj civilne zaštite Gabrielli izjavio je da je izvješće umirujuće time što "pokazuje da je dio morskog dna ušao u trup, u osnovi povećavajući stabilnost broda." Također je utvrđeno da se trup polako urušava pod vlastitom težinom, što čini spašavanje težim i skupljim.

### Spašavanje broda
Sve operacije planirane za olupinu, uključujući izvlačenje goriva, zajednički su izveli Costa Cruises i Ured povjerenika za hitne slučajeve Concordia. Dana 12. veljače 2012. godine, nakon nekoliko tjedana vremenskih kašnjenja, nizozemska tvrtka za spašavanje Smit Internationale, djelujući zajedno s talijanskom tvrtkom NERI SpA, započela je uklanjanje 2.380 tona teškog loživog ulja s broda. Prvo je ispražnjeno 15 spremnika koji su sadržavali oko 84% goriva s broda. Druga faza uključivala je strojarnicu koja je imala "gotovo 350 kubika dizela, goriva i drugih maziva". Pri istovaru, ventili su pričvršćeni na podvodne spremnike goriva, jedan na vrhu, jedan na dnu. Ulje u spremnicima je zagrijano da bi mu se povećala viskoznost. Zatim su crijeva pričvršćena na ventile i dok se ulje ispumpavalo iz gornjeg crijeva u obližnji brod, kroz donje crijevo se upumpavala morska voda, da bi ispunila prostor, tako da da ne utječe na ravnotežu broda.

Operaciju (od lipnja 2013 nadalje) je osmislio Cristiano De Musso, voditelj odjela za komunikaciju tvrtke Costa Cruises, prema sljedećem planu:
- Inspekcija broda i lokacije;
- Osiguranje olupine da bi se osigurala sigurnost i stabilnost;
- Instaklacija sponsona na lučku stranu plovila i gradnja podvodne platforme;
- Spašavanje ispravljanjem olupine, rotiranje preko kritičnog kuta od 24°, nakon čega se sponsonima brod podiže u ispravan položaj, naslonjen na podvodnu platformu na dnu;
- Instalacija sponsona na drugoj strani borda;
- Iz sponsona je ispumpava more, što podiže brod s dna;
- Brod se odvozi u neku talijansku luku na daljnju obradu;
- Čišćenje i oporavak života u moru;

Do 20. veljače 2012. spremnici u prednjem dijelu broda, u kojima se nalazilo oko dvije trećine goriva, su bili ispražnjeni, ali je sljedeći dan punjenje obustavljeno zbog loših vremenskih uvjeta. Dana 3. ožujka 2012. spasitelji su izrezali rupu na brodu za pristup strojarnici, gdje se nalazilo preostalo goriva. Ujutro 12. ožujka nastavljeno je ispumpavanje goriva, a postupak je dovršen 24. ožujka.
Nakon dovršetka ispumpavanja goriva započelo je uklanjanje olupine. Dana 3. veljače, Franco Gabrielli, čelnik Uprave civilne zaštite, rekao je na sastanku stanovnika Giglia da će brod biti "ponovno ispražnjen i uklonjen u cijelosti", a neće biti izrezan za otpad na licu mjesta. Izvršni direktor Coste izjavio je da bi se nakon zatvaranja proboja trupa, brod mogao s ojačati divovskim plutačama za napuhavanje, te zatim odvući. Tvrtka je pozvala deset tvrtki da se natječu za ugovor o spašavanju broda. Šest ponuda podneseno je početkom ožujka a predloženi planovi uklanjanja ocijenjeni su zajedno sa Znanstvenim odborom civilne zaštite. Očekivalo se da će postupak spašavanja započeti sredinom svibnja. Predviđalo se da će operacija, jedna od najvećih ikad poduzetih, trajati od sedam do deset mjeseci, ovisno o vremenskim prilikama i uvjetima na moru.
Do 12. travnja 2012. Costa Crociere imao je na umu dva konzorcija: Smit i NERI, ili Titan Salvage i Micoperi. Dana 21. travnja, objavljeno je da je tvrtki za morsko spašavanje i uklanjanje olupina "Titan" s Floride, sa svojim partnerom tvrtkom Micoperi, talijanskom tvrtkom specijaliziranom za podmorska inženjerska rješenja, dodijeljen ugovor za spašavanje i odvlačenje Coste Concordie do talijanske luke. Planirano je da bi operacija spašavanja, s bazom u luci Civitaveccha, trebala započeti početkom svibnja, te trajati oko 12 mjeseci i koštati 300 milijuna  američkih dolara. Nakon dolaska broda u luku brod bi se rastavio, a materijali bi se prodali kao otpad. Južnoafrički slobodnjak Nick Sloane imenovan je da vodi operaciju.
Dana 21. travnja 2012. je najavljeno da će američka spasilačka tvrtka Titan Salvage i talijanska tvrtka za podvodnu gradnju Micoperi pokušati ponovno podići na površinu i ukloniti olupinu, tako da se može sigurno rastaviti u luci, u najvećem projektu vraćanja broda u plovno stanje. Plan spašavanja obuhvaćao je sljedeće operacije: The salvage plan included the following operations:
- Osigurati trup za kopno čeličnim kablovima da bi spriječili njegovo klizanje prema dubini[180]
- Izgraditi vodoravnu podvodnu platformu ispod broda
- Pričvrščivanje sponsona, na lučkoj strani trupa
- Vratiti trup u vertikalno stanje vitlom (ili ispravljanjem) trupa na platformu
- Pričvrstiti sponsone na desnu stranu trupa
- Podići trup i spremnike u plovno stanje
- Odvuči brod do jedne talijanske luke

#### Ispravljanje broda (Parbuckling)
| Principi ispravljanja i podizanja Coste Concordie na površinu | Principi ispravljanja i podizanja Coste Concordie na površinu | Principi ispravljanja i podizanja Coste Concordie na površinu | Principi ispravljanja i podizanja Coste Concordie na površinu |
| --- | ------------------------------------------------------------- | ------------------------------------------------------------- | ------------------------------------------------------------- |
| |                                                               |                                                               |                                                               |
| 1 | 2                                                             | 3                                                             | 4                                                             |
| (1) Dimnjak je uklonjen. Napravljena je podvodna polatforma za naslanjanje broda. Čelični sponsoni su pričvršćeni na lučku stranu broda i djelomično napunjeni vodom. (2) Kabeli podižu brod u uspravan položaj, uz pomoć težine vode u sponsonima (3) Sponsoni su pričvršćeni na drugu stranu broda (4) Voda je ispzumpana iz sponsona, brod se podiže i spreman je za odvlačenje |                                                               |                                                               |                                                               |

Pripremni radovi sastojali su se od izgradnje podvodne metalne platforme i umjetnog morskog dna od pijeska i cementa na donjoj strani olupine i zavarivanja sponsona na boku broda iznad razine mora.  Nakon što je to završeno, brod je tijekom dva dana kablovima povučen u uspravan položaj i polegnut na platformu, metodom nazvanom parbuckling. Zatim su dodatni sponsoni pričvršćeni na drugu stranu broda; oba bi se kompleta isprala vodom i njihov bi uzgon podigao brod, što bi omogućilo da ga se odvuče na rezanje.
U lipnju 2012. postavljena je teglenica, a uklanjanje njenog radara, tobogana i lijevka započelo je prije stabilizacije broda kako bi se spriječilo daljnje klizanje niz nagnuto morsko dno. Lijevak  Concordie je odsječen u prosincu, podvodna potporna strukturu se počela graditi sredinom siječnja 2013. Dana 16. rujna 2013. započelo je ispravljanje broda parbucklingom.
Operacija ispravljanja broda i podizanja sa stijena započela je 16. rujna 2013., ali je započela kasno zbog lošeg vremena. Nakon što je brod malo prešao kritični kut od 24° u odnosu na svoj početni položaj, otvorili su se ventili na sponama kako bi morska voda mogla poplaviti u njih, a sve veća težina vode u sponsonima dovršila je zakretanje broda do uspravnog položaj ubrzanim tempom, bez daljnje potreba za kablovima. Brod je vraćen u potpuno uspravan položaj u ranim satima 17. rujna 2013., malo prije 3 sata ujutro. Operacija spašavanja je do tog trenutka (16. rujna 2013.) već koštala je više od 600 milijuna eura. The final cost of the salvage came to be $1.2 billion.

#### Galerija slika ispravljanja broda
- Operacija je u tijeku. S desne strane su sponsoni s lučke strane.
- Operacija se nastavlja, ali vrlo sporo, brzinom manjom od 2 stupnja na sat
- Sponzori su spremni za punjenje morskom vodom, dok se brod približava kutu zakreta od 24°.
- Brod nakon ispravljanja.
- Brod jutro nakon ispravljanja.
- Nakon ispravljanja i prije ponovnog podizanja, rujan 2013
- Desna strana ispravljene Costa Concordie, vide se posljedica naslanjanja na morsko dno.

#### Podizanje i odvlačenje broda
Nakon završetka akcije ispravljanja, brod je zadržan na platformi dok su izvršeni daljnji pregledi i spojeni desni sponsoni. Dana 10. listopada 2013. sklopljena je 30 milijuna dolara vrijedna nagodba s tvrtkom Dockwise oko upotrebu najvećeg svjetskog polupodvodnog teškog tegljača Dockwise Vanguard za prijevoz Coste Concordie, kao alternativu konvencionalnoj vuči; ali je Concordia umjesto toga podignuta i odvučena u Genovu u srpnju 2014.
U prosincu 2013. Costa Cruises su izdali pozive za dvanaest tvrtki na natječaj za demontažu Costa Concordia, u Francuskoj, Italiji, Norveškoj, Turskoj i Velikoj Britaniji. Dana 30. lipnja 2014. talijanska je vlada podržala Costinu odluku da talijanske tvrtke Saipem, Mariotti i San Giorgio demontiraju plovilo u Genovi.
Dana 1. veljače 2014. španjolski ronilac koji je radio na olupini Costa Concordia preminuo je nakon što je nogu prerezao na lim. Živog ga je na površinu izvukao kolega ronilac, no kasnije je umro. Ovo je jedina smrt koja se dogodila tijekom akcije spašavanja u Costa Concordiji.
14. srpnja 2014. operateri spašavanja ponovno su isplovili Costa Concordiju s njene potopljene platforme i odvukli brod malo dalje od obale. Dana 23. srpnja 2014. Costa Concordia započela je svoje posljednje putovanje do luke Genova.
Dana 27. srpnja 2014. Costa Concordia je stigla u Genovu gdje je privezana uz pristanište posebno pripremljeno za prihvat plovila na demontažu. Dana 11. svibnja 2015. Costa Concordia uklonjena je na drugo mjesto u luci Genova kako bi se olakšao pristup cestovnim vozilima koja su prevozila otpad iz olupine. Do siječnja 2017. godine, većina Costa Concordie bila je u potpunosti rastavljena u Genovi, a sav metal je recikliran gdje je to bilo moguće. Konačno rastavljanje broda dovršeno je u srpnju 2017.
- Podigbnuta olupina, 20. srpnja 2014
- Olupina kod Genove, Pegli ( Porto di Prà ), 27. srpnja 2014
- Olupina na pristaništu Superbacino u Genovi, Italija, 12. rujna 2015

#### Sanacija mjesta nesreće
Nakon što je olupina Costa Concordie odvučena, Costa Crociere prepustio je sanaciju mjesta spašavanja tvrtci Micoperi. Ovaj projekt poznat je i pod nazivom faza WP9. U početku je projektu dodijeljeno 85 milijuna dolara, a trebao je započeti krajem 2014. godine, te trajati oko 15 mjeseci. Glavne aktivnosti uključivale su čišćenje oceanskog dna, uklanjanje sidrenih blokova, uklanjanje vreće za injektiranje i uklanjanje platforme. Projekt se nastavio do svibnja 2018. godine. Uključeni subjekti redovito su objavljivali detalje aktivnosti.

## Gubici i kompenzacije

### Putnici i posada
| Država                 | Broj putnika |
| ---------------------- | ------------ |
| Italija                | 989          |
| Njemačka               | 569          |
| Francuska              | 462          |
| Filipini               | 296          |
| Indija                 | 202          |
| Španjolska             | 177          |
| Indonezija             | 170          |
| SAD                    | 126–129      |
| Hrvatska               | 127          |
| Rusija                 | 111          |
| Austrija               | 74           |
| Švicarska              | 69           |
| Brazil                 | 57           |
| Ukrajina               | 45           |
| Japan                  | 43           |
| Nizozemska             | 42           |
| Ujedinjeno Kraljevstvo | 37           |
| Južna Koreja           | 34           |
| Hong Kong              | 26           |
| Australija             | 21           |
| Argentina              | 17–18        |
| Republika Kina         | 13           |
| Kanada                 | 12           |
| NR Kina                | 12           |
| Poljska                | 12           |
| Dominikanska Republika | 11           |
| Mađarska               | 11           |
| Portugal               | 11           |
| Čile                   | 10           |
| Kolumbija              | 10           |
| Rumunjska              | 10           |
| Kazahstan              | 9            |
| Turska                 | 9            |
| Bugarska               | 8            |
| Peru                   | 8            |
| Belgija                | 6            |
| Moldavija              | 6            |
| Nepal                  | 6            |
| Švedska                | 5            |
| Venezuela              | 5            |
| Danska                 | 4            |
| Izrael                 | 4            |
| Srbija                 | 4            |
| Šri Lanka              | 4            |
| Bjelorusija            | 3            |
| Grčka                  | 3            |
| Honduras               | 3            |
| Iran                   | 3            |
| Irska                  | 3            |
| Sjeverna Makedonija    | 3            |
| Albanija               | 2            |
| Alžir                  | 2            |
| Kuba                   | 2            |
| Ekvador                | 2            |
| Finska                 | 2            |
| Meksiko                | 2            |
| Paragvaj               | 2            |
| JAR                    | 2            |
| Andora                 | 1            |
| Bosna i Hercegovina    | 1            |
| Češka                  | 1            |
| Litva                  | 1            |
| Maroko                 | 1            |
| Novi Zeland            | 1            |
| Norveška               | 1            |
| Urugvaj                | 1            |

| Država     | Broj žrtava |
| ---------- | ----------- |
| Njemačka   | 12          |
| Italija    | 7           |
| Francuska  | 6           |
| Peru       | 2           |
| SAD        | 2           |
| Mađarska   | 1           |
| Indija     | 1           |
| Španjolska | 1           |
| Ukupno     | 32          |

Većina putnika na brodu bili su talijanski, njemački ili francuski državljani. Posade na brodu sastojala se od građana 20 do 40 zemalja. Neki su bili Talijani (uključujući kapetana i sve časnike), ali 202 Indijaca i 296 Filipinaca činilo je otprilike polovicu osoblja. Ostale nacionalnosti uključuju 170 Indonežana, 12 britanskih državljana, 6 Brazilaca, 3 Rusa, i neodređeni broj građana Kolumbije, Perua, Španjolske, Hondurasa i Kine. Poznato je da su 32 osobe umrle, a 64 osobe su ozlijeđene. Tri osobe (dvoje putnika i jedan član posade) zarobljene unutar broda spašene su više od 24 sata nakon nesreće.  Tijelo posljednje nestale osobe, indijskog člana posade Russela Rebella, pronađeno je 3. studenog 2014.
Dana 27. siječnja 2012., Costa je na svojoj web stranici objavio kompenzacijski paket koji se nudi neozlijeđenim putnicima. Naknada uključuje plaćanje od 11.000 eura po osobi za nadoknadu sve štete (uključujući gubitak prtljage i imovine, psihološku nevolju i gubitak uživanja u krstarenju) i naknadu za niz drugih troškova i gubitaka, uključujući naknadu vrijednosti krstarenje, za sve troškove putovanja zrakoplovom i autobusom koji su uključeni u paket krstarenja, za sve putne troškove povratka kući, za sve medicinske troškove koji proizlaze iz događaja i za sve troškove nastale na brodu tijekom krstarenja. 
Costa je također obećala povrat cjelokupne imovine pohranjene u kabinskim sefovima, do mjere koja se može povratiti, te da će putnicima omogućiti pristup programu za "psihološku pomoć". Costa je izjavio da se te isplate neće nadoknaditi niti utjecati na bilo koji iznos koji polica osiguranja plaća putniku. Ponuda neozlijeđenim putnicima bila je na snazi do 31. ožujka; što se tiče obitelji poginulih i nestalih, trebali bi se ponuditi odvojeni prijedlozi "na temelju njihovih individualnih okolnosti". Jedno je vrijeme Costa dopuštao svojim kupcima da otkažu sva buduća krstarenja rezervirana kod njih, bez kazne. Trećina putnika pristala je na naknadu od 11.000 eura. Sindikat koji predstavlja posadu dogovarao je kompenzacijske pakete. Članovima posade isplaćivane su plaće najmanje dva mjeseca ili, ako je duže, njihov puni ugovorni rok. Također su dobili naknadu troškova i do 2.250 funti za izgubljenu osobnu imovinu.
Osim nadoknade, preživjeli u katastrofi Concordia zatražili su i poboljšanje sigurnosti. Iz dostupnih dokaza, uključujući i stručne dokaze prikupljene tijekom kaznenog postupka u Italiji, jasno je da se moglo izbjeći početno nasukavanje Costa Concordie i da su kasniji propusti u provođenju postupka evakuacije pogoršali vrlo lošu situaciju.
Dana 23. veljače 2012., Ministarstvo zaštite okoliša najavilo je da će "pokrenuti pravnu akciju" protiv Costa Cruisesa u vezi s "mogućim" zahtjevom za "moguću štetu u okolišu" i cijenu spašavanja.

### Brod
Industrijski stručnjaci smatraju da je brod postao konstruktivni ukupni gubitak već na početku spašavanja, sa štetom od najmanje 500 milijuna američkih dolara. Pier Luigi Foschi, izvršni direktor tvrtke Costa, rekao je na saslušanju u senatskom odboru "vjerujemo da olupina više ne može biti u uporabi." Dionice Carnival Corporation, američke tvrtke koja zajedno (s Carnival plc) posjeduje Costa Cruises, u početku su pale za 18% 16. siječnja 2012. nakon izjave grupe da bi nasukavanje broda moglo koštati Carnival Corporation i do 95 milijuna američkih dolara (75 milijuna EUR). Carnival Corporation kasnije je povećao procijenjeni financijski učinak u fiskalnoj 2012. godini, uključujući i smanjenje neto dobiti od 85 milijuna dolara na 95 milijuna dolara, što je procijenjeni višak osiguranja na dodatnih 40 milijuna dolara i 30-40 milijuna dolara "ostalih troškova povezanih s incidentom".
Višak osiguranja na plovilu iznosio je 30 milijuna dolara (23,5 milijuna €). Grupa linija krstarenja u zajedničkom vlasništvu Carnival Corporation i Carnival plc čini 49 posto svjetske industrije kruzera i posjeduje 101 brod, od čega Costa Concordia predstavlja 1,5% kapaciteta. Opseg rezervacija za njihovu flotu, bez Coste, u 12 dana nakon nesreće smanjen je za oko 15% u odnosu na godinu ranije.

## Istraga
Talijanski središnji odbor za istrage pomorskih nesreća (Commissione centrale di indagine sui sinistri marittimi, CCISM), jedinica Korpusa lučkih kapetanija - Obalna straža, provodi tehničke istrage pomorskih nesreća i incidenata unutar talijanskih voda. Dana 6. veljače Međunarodna brodarska komora, koja predstavlja udruge brodovlasnika, pozvala je na "što skorije objavljivanje istrage nesreće". Međunarodni stručnjaci rekli su da je prerano nagađati zašto se brod prevrnuo unatoč svojim nepropusnim odjeljcima, ali da veličina broda vjerojatno nije problem. Glavni tužitelj Toskane rekao je da će istraga pokušati pronaći uzroke za različite aspekte događaja, ne samo u vezi kapetana Schettina. Do siječnja 2013. izvješće o tehničkom istraživanju još nije bilo objavljeno. Lloyd's List rekao je da je istražni odbor za "nesreću" dobio kritike jer još nije pustio istragu. Odbor je rekao da je istraga odgođena jer je talijanski tužiteljski tim zaplijenio važne informacije, uključujući snimač putovanja.
Sudac Valeria Montesarchio pozvala je preživjele da svjedoče na ročištu zakazanom za 3. ožujka u Grossetu. Europska agencija za pomorsku sigurnost je agencija EU čiji je zadatak razviti zajedničku metodologiju za istraživanje pomorskih nesreća. Kapetan je imao negativne testove na drogu i alkohola, ali jedna skupina koja tuži Costa Cruises i koja je procurila do rezultata ispitivanja, osporila je testove kao nepouzdane. Dana 24. veljače 2012., tužitelji su tvrdili da je Schettino "usporio brod kako bi mogao završiti večeru u miru" i da bi nadoknadio izgubljeno vrijeme, nakon toga povećao brzinu na 16 čvorova neposredno prije prolaska pored otoka.
Uz to, 2. veljače 2012. tužiteljstvo u Parizu u Francuskoj otvorilo je preliminarnu istragu radi ispitivanja preživjelih radi utvrđivanja bilo kakve kaznene odgovornosti i "procjene psihološke štete".

### Kriminalistička istraga uloge posade
Uhićeni su Francesco Schettino (Meta di Sorento, pokrajina Napulj, 1960.), koji je 11 godina radio za Costa Cruises, i prvi časnik Ciro Ambrosio. Kapetan je zadržan zbog sumnje u ubojstvo i zbog kršenja talijanskog Kaznenog zakona i Kodeksa plovidbe po tri stavke - zbog toga što je prouzročio havariju broda "zbog ... nepromišljenosti, nemara i nesposobnosti", što je rezultiralo smrću; zbog napuštanja oko 300 ljudi nesposobnih da se sami snalaze, te zbog toga što nije zadnji napustio brod u nevolji. Ispitani su 14. siječnja.
Na ročištu za potvrđivanje valjanosti optužbe 17. siječnja 2012. godine, sud u Grossetu potvrdio je optužnicu protiv Schettina i Ambrosia i zo na temelju zapisnika o istrazi sastavljenog neposredno nakon događaja, uključujući prvo izvješće obalne straže Porto Santo Stefano od 14. siječnja 2012., sažetka svjedočanstava koja su dali članovi posade broda, kronologije događaja lučke ispostave luke Livorno, evidentiranog AIS zapisa i PG bilješki lučke ispostave luke Livorno.  Schettino je pušten iz pritvora 17. siječnja, ali je stavljen u kućni pritvor. Nalog za kućni pritvor uključivao je "apsolutnu zabranu odlaska ili bilo kakvog komuniciranja s osobama koje ne žive s njim". Sud je 7. veljače odlučio produljiti Schettinov kućni pritvor. Dana 23. veljače protiv Schettina su podnesene dvije dodatne optužbe, za "napuštanje putnika i propust da obavijesti pomorske vlasti". Predprocesno ročište zakazano je za 20. ožujka. Dana 5. srpnja 2012., Schettino je pušten iz kućnog pritvora, ali mu je zabranjen odlazak iz mjesta Meta di Sorento.
Istražitelji su u početku pokušavali utvrditi zašto brod nije objavio Mayday (poziv u pomoć), zašto je plovio tako blizu obale i zašto je evakuacija započeta tako kasno.
Dana 11. veljače, TV postaja TG5 je emitirala videozapis događanja na mostu nakon sudara. U videu, kada jedan časnik kaže: "Putnici ulaze u čamce za spašavanje", Schettino odgovara "vabbuò " (napuljski kolokvijalni izraz koji zmači "što god", "dobro" ili, doslovno, "u redu je"). Sudac nadležan za istragu primijetio je: "Ovo je novo za nas   - Upravo sam to vidio prvi put."
Dana 19. veljače Associated Press izvijestio je da su na Schettinovim uzorcima kose pronađeni tragovi kokaina, "ali ne unutar niti kose ili u mokraći - što bi značilo da je koristio drogu".  Izvještaj iz 2015. godine pokazao je da je brod nosio veliku količinu kokaina u vlasništvu mafije kad je potonuo, iako stariji časnici vjerojatno nisu bili svjesni toga.
Dana 22. veljače 2012. godine, četvorica časnika koji su bili na brodu i tri menadžera Costa Cruisesa formalno su stavljeni pod istragu i optuženi za ubojstvo iz nehata izazivanjem brodoloma i zbog toga što nisu komunicirali s pomorskim vlastima".

### Dokazi u istrazi
Istražitelji su uspjeli pronaći jedan od snimača podataka o putovanju na brodu (VDR), koji je napravljen da pluta. Drugi, koji sadrži druge podatke, pronađen je 17. siječnja. A third was in a submerged part of the ship, difficult to reach. Treći se nalazio u teško dostupnom potopljenom dijelu broda. Do 19. siječnja 2012. uspješno su prikupljeni svi uređaji za pohranu podataka s brodske upravljačke ploče, uključujući tvrde diskove. Jedan od tvrdih diskova sadržavao je video zapise s kamera smještenih u blizini upravljačke ploče, za koje se očekivalo da otkrivaju kretanje kapetana i časnika broda. Glavni tužitelj primio je od Guardia di Finanza video, snimljen s njihovog ophodnog broda, koji je brod snimao između 22:30 i 23:10 ili u 23:20.
Dana 3. ožujka 2012. u Grossetu, suci su započeli ročište otvoreno za sve preživjele, ostale "oštećene strane" i njihove odvjetnike, ali zatvoreno za širu javnost i medije. Četvorici stručnjaka naloženo je da pregledaju podatke o VDR-u i iznesu svoje zaključke na saslušanju 21. srpnja 2012. godine. Tužitelj Francesco Verusio izjavio je da bi moglo proći "mjesec, dva mjeseca, tri mjeseca" da bi se dovršila analiza dokaza, uključujući snimljene razgovore na mostu. Na ročištu se također utvrdilo tko bi mogao "priložiti tužbe slučaju". Stanovnicima Giglia i nekim ekološkim skupinama uskraćena je to pravo.

### Suđenja
Dana 20. srpnja 2013., pet osoba proglašeno je krivima za ubojstvo, nemar i uništavanje: Roberto Ferrarini (direktor tvrtke Costa Cruises za krizne situacije) dobio je najdužu kaznu u dvije godine i 10 mjeseci. Manrico Giampedroni (direktor kabinske službe) osuđen je na dvije i pola godine zatvora. Tri člana posade - prvi časnik Ciro Ambrosio, kormilar Jacob Rusli Bin i treća časnica Silvia Coronica - dobili su kazne između 1 i 2 godine. Ferrarini, koji nije bio na brodu, osuđen je umanjivanjajenja razmjera katastrofe i odgađanja odgovarajuće reakcije. Giampedroni, direktor hotela, osuđen je zbog svoje uloge u evakuaciji, koja je opisana kao kaotična. Kormilar Bin osuđen je zbog upravljanja brodom u pogrešnom smjeru nakon što je Schettino naredio korektivni manevar. Reuters je, citirajući pravosudne izvore, objavio da vjerojatno nijedna od ovih osoba neće ići u zatvor jer se u Italiji rutinski ukidaju kazne kraće od 2 godine zbog nenasilnih kaznenih djela, a na duže kazne može se uložiti žalba ili ih zamijeniti radom za opće dobro.
Odvjetnici žrtava ocijenili su kazne sramotnim i rekli da bi se mogli žaliti na poništavanje sporazuma o priznanju krivnje koji su omogućili smanjene kazne u zamjenu za priznanje krivice. Tvrtka Costa Cruises izbjegla je suđenje u travnju pristavši na 1 milijun € kazne, ali žrtve su zatražole odštetu u građanskom postupku.
U odvojenom suđenju zbog nenamjernog ubojstva i gubitka broda, kapetan Francesco Schettino zatražio je sporazum o nagodbi. Kada je njegovo suđenje nastavljeno u listopadu 2013. godine, Domnica Cemortan (26-godišnja Moldavka) priznala je da je bila Schettinova ljubavnica i da je besplatno putovala brodom, nakon što je tužiteljstvo tvrdilo da je njezino prisustvo na mostu "stvorilo zabunu i smetnja za kapetana ". Kormilar Jacob Rusli Bin nije se pojavio na sudu u ožujku 2014. godine kako bi dao iskaze i smatralo se da je negdje u Indoneziji. Roberto Ferrarini izjavio je na sudu u travnju da je "Schettino tražio od mene da kažem pomorskim vlastima da je do sudara došlo zbog zastoja na brodu. Ali snažno sam se usprotivio." Putnici su u svibnju rekli sudu da bi se utopili, da su slijedili zapovjedništvo časnika da se vrate u svoje kabine. U veljači 2015. Schettino je proglašen krivim i osuđen na 16 godina zatvora. Schettino se žalio na kaznu koja je prvotno podržana u svibnju 2016., a potom konačno u svibnju 2017. godine. Kaznu služi u zatvoru Rebibbia u Rimu.

## Reakcije

### Reakcije Costa Cruises
Costa Crociere Sp A. također posluje pod nazivom "Costa Cruises". Costa Cruises u zajedničkom je vlasništvu tvrtke koja se sastoji od dvije odvojene tvrtke Carnival Corporation i Carnival plc. Carnival Corporation je 30. siječnja 2012. objavio da će njegov upravni odbor angažirati vanjske savjetnike u različitim disciplinama, uključujući reagiranje u hitnim slučajevima, organizaciju, obuku i provedbu, kako bi proveo sveobuhvatnu analizu nesreće i postupaka tvrtke.
Tvrtka Costa Cruises prvo se ponudila platiti Schettinove pravne troškove, ali se kasnije odustalo od te ideje.

### Reakcije regulatora i industrije
Corrado Clini, talijanski ministar okoliša, rekao je da se pozdrav plovidbom, "običaj koji je rezultirao ishodom vidljivim svima", više ne smije tolerirati. Dana 23. siječnja 2012. UNESCO je od Italije zatražio da preusmjeri kruzere kako bi izbjegao plovidbu preblizu "kulturno i ekološki važnim područjima", a 1. ožujka Italija je izuzela velike brodove iz plovidbe bliže od dvije milje od morskih parkova.
Europska agencija za pomorsku sigurnost bila je u procesu provođenja revizije pomorske sigurnosti kada se dogodila nesreća. Dana 24. siječnja 2012., povjerenik za promet Siim Kallas rekao je Odboru za promet Europskog parlamenta da će se uzeti u obzir lekcije naučene gubitkom Costa Concordie. Britanska europarlamentarka Jacqueline Foster upozorila je protiv " suđenja kroz televiziju novine", a njezin stav je podržao kolega britanski europarlamentarac Brian Simpson, koji je izjavio da je "dobra praksa čekati službeno izvješće".
Dana 18. siječnja 2012., predsjednik Odbora za promet i infrastrukturu Kongresa SAD-a najavio je da će održati saslušanje, provedeno zajedno s Pododborom za pomorski prijevoz odbora, kako bi "razmotrio događaje ovog specifičnog incidenta, trenutne sigurnosne mjere i zahtjeve za obukom". Svjedočanstva i izjave na ročištu 29. veljače prvenstveno su promovirali sjevernoameričke kruzere kao sigurne.
Gianni Scerni, predsjednik Registro Italiano Navale (RINA), klasifikacijskog društva koje je Costa Concordiji izdalo potvrdu o plovnosti i upravljanju sigurnošću u studenom 2011., dao je ostavku 18. siječnja 2012.
Međunarodno udruženje brodskih linija (CLIA), Europsko vijeće za krstarenje (ECC) i Udruženje putničkih brodova usvojili su novu politiku kojom se zahtijeva da svi putnici koji ukrcavaju sudjeluju u vježbama prije polaska. Dana 29. siječnja 2012. godine u Fort Lauderdaleu na Floridi, Holland America Line iskrcao je jednog putnika s kruzera MS Westerdam zbog "nepridržavanja" tijekom obvezne vježbe okuoljanja. Dana 24. travnja CLIA i ECC uveli su nove politike: časnici mosta moraju se dogovoriti o ruti prije polaska; brodovi moraju nositi više spasilačkih prsluka; a pristup mostu mora biti ograničen.
U akciji grupe talijanskih parlamentaraca na nesreću Costa Concordie, talijanska je vlada povukla predloženi zakon koji bi smanjio trenutna ograničenja na istraživanje i proizvodnju minerala. Dana 8. srpnja 2012. CNN je izvijestio da je katastrofa donijela promjene u postupcima sigurnosti i evakuacije u industriji krstarenja. Carnival, matična linija Coste i nekoliko drugih linija za krstarenje sada zahtijevaju sigurnosne upute, koje se nazivaju skupnim vježbama, prije napuštanja luke. Nova politika okupljanja sastoji se od 12 specifičnih uputa za hitne slučajeve, koje uključuju pružanje informacija o tome kada i kako navući prsluk za spašavanje, gdje prikupiti i što očekivati ako dođe do evakuacije broda.

### Reakcije u medijima
Vijesti o nesreći dominirali su međunarodnim medijima u uakon događaja. The New York Times nazvao je incident "dramom koja kao da spaja tragediju s elementima farse".  Novinar Phillip Knightley nazvao ga je "najznačajnijim događajem u modernoj pomorskoj povijesti" jer je "svaki pojedini sigurnosni postupak osmišljen kako bi osigurao sigurno putovanje na moru neslavno zakazao".
Britanska televizija Channel 4 naručila je i emitirala dva programa o katastrofi. Teror na moru: Potonuće Coste Concordie, emitirano 31. siječnja 2012., istraživalo je kako i zašto je brod potonuo. Potonuće Concordie: Uhvaćeno na snimci, emitirano 11. travnja 2012., pružalo je iz minute u minutu anatomiju katastrofe u Costa Concordiji, gotovo u cijelosti napravljenu od snimaka mobilnih telefona i video kamera putnika. U dokumentarnom filmu prikazane su i termovizijske snimke pogođenog broda koje je snimio spasilački helikopter, zajedno s pilotskim komentarom, te snimka razgovora između Obalne straže i kapetana, tijekom koje je Obalna straža naredila Schettinu da se vrati na svoj brod.
Operacija podizanja broda parbucklingom opsežno je popraćeno u medijima, a ispravljanje je dobro dokumentirano u videozapisima i fotografijama. Novinske agencije Getty Images i AP opsežno su pokrivale cijelu priču, od dana nesreće do uklanjanja olupine, a fotografi Laura Lezza, Marco Secchi i Andrew Medichini dokumentirali su i snimili sve faze.
Godine 2014. Smithsonian Channel emitirao je Cruise Ship Down: Saving Concordia, detaljno opisujući napore na ispravljanju Costa Concordie prije nego što se srušila pod vlastitom težinom.

#### Talijanski mediji
Novine Corriere della Sera objavile su da Italija duguje svijetu "uvjerljivo objašnjenje" za nesreću i pozvale na oštre kazne onih koji su proglašeni odgovornima. Il Giornale je objavio da je brodolom "globalna katastrofa za Italiju". Il Messaggero je objavio da postoji "tjeskoba zbog onih koji se još uvijek vode kao nestali".  La Repubblica je događaj nazvala "noću pogrešaka i laži". La Stampa je kritizirala kapetana jer nije oglasio uzbunu i odbio se vratiti na brod.
Talijanski komentatori osvrnuli su se na kontrast između Schettina i De Falca i onoga što su rekli o nacionalnom karakteru. Oni su predstavljali "dvije strane Italije", prema Aldu Grassu u Corriere della Sera. "S jedne strane čovjek beznadno izgubljen, kukavica koja izbjegava svoju odgovornost kao čovjek i časnik, neizbrisivo umrljan. Drugi odmah shvaća ozbiljnost situacije i pokušava prvog podsjetiti na svoje obveze."
Neki su vidjeli paralelu između incidenta i nedavnih političkih prevrata u zemlji. "Utješno je vidjeti nekoga tko u trenutku krize održava stabilne živce, jer to je ono što nam treba", rekao je za The New York Times drugi kolumnist Corriere della Sera, Beppe Severgnini. "Italija želi imati stabilne živce jer smo već otišli krivim putem."
De Falcova ogorčena naredba Schettinu, "Vada a bordo, cazzo!", postala je krilatica u Italiji. Majice s izrazom ubrzo su tiskane i prodavane po cijeloj zemlji. Fraza je također postala popularna na Twitteru i Facebooku.

## Odavanje počasti nastradalima
U rujnu 2012., Lloyd's of Londona dodijelio je titulu pomoraca godine kao priznanje za najući najbolju profesionalnu plovidbu i brod, posadi Costa Concordia za uzorno ponašanje tijekom brodoloma, kada su spasili većinu putnika na brodu. U siječnju 2013. općine Isola del Giglio i Monte Argentario odlikovane su najvišim talijanskim građanskim priznanjem: Zlatnom medaljom za građanske zasluge koju je predsjednik Republike dodijelio za predanost građana, administracije i lokalnih institucija u spašavanju preživjelih s broda Costa Concordia.
Gradonačelnik Giglio, Sergio Ortelli i Costa Cruises dogovorili su se de će veliki kamen uklonjen od strane broda biti prikladno smještena na otoku kao spomen na 32 ljudi koji su izgubili svoje živote. Ortelli predviđa da će se stijena "najvjerojatnije" postaviti "blizu ulaza u luku, tako da je posjetitelji i mještani mogu jasno vidjeti i odati počast žrtvama. Ono što se dogodilo te noći nešto je što Giglio nikada neće zaboraviti, a stijena će biti prigodan spomen."
Dana 13. siječnja 2013. na mjesto katastrofe bačena je stijena u more s pločom u spomen na stradale.

## Sigurnosni propisi
Kao i svi putnički brodovi, i Costa Concordia je podlijegala dvjema glavnim zahtjevima Međunarodne pomorske organizacije: izvesti "vježbu okupljanja putnika (...) u roku od 24 sata nakon ukrcaja" i biti u mogućnosti lansirati "spasilačka plovila" dovoljna za ukupan broj osoba na brodu ... u roku od 30 minuta od trenutka davanja signala za napuštanje broda". Putnički brodovi moraju biti opremljeni čamcima za spašavanje za 125% maksimalnog kapaciteta broda za putnike i posadu, među kojima se najmanje 37% tog kapaciteta moraju sastojati od tvrdih čamaca za spasavanje, za razliku od onih na napuhavanje. Sustavi za spuštanje moraju omogućiti spuštanje čamaca za spašavanje ispod 20° bočnog nagiba i 10° nagiba prema naprijed ili natrag.
Prema Costa Cruisesu, njegovi interni propisi zahtijevaju od svih članova posade da prođu Osnovnu sigurnosnu obuku i svaka dva tjedna izvode vježbu za evakuaciju broda. Svakog tjedna isplovljavaju se svi spasilački čamci s jedne strane broda. Prema propisima koji su bili na snazi 2006. kada je isporučena Costa Concordia, brod je trebao biti dizajniran da preživi poplavu dva susjedna odjeljka uzrokovanu 11-metarskim probojem. Udar u greben uzrokovao je 36.5-metarsku rupu u trupu.

## Napomene
1. ↑  U kolovozu 2011., gradonačelnik Giglio Porta, Sergio Ortelli, zahvalio se kapetanu Schettinu na "nevjerojatnom spektaklu" prošlosti jedra. Gradonačelnik Ortelli sada je rekao, "To je jako lijepa predstava za vidjeti, brod je sav osvijetljen kad ga vidite s kopna. Ovaj put je krenuo po zlu".[45] U kolovozu i rujnu 2010. godine,  Costa Pacifica  i   Costa Allegra , sestrinski brodovi  Costa Concordia , došli su na milju od otoka.[46]
2. ↑   Izvršni direktor Costa Cruisesa Pier Luigi Foschi objasnio je da brodovi tvrtke imaju računalno programirane rute i "alarme, i vizualne i zvučne, ako brod iz bilo kojeg razloga odstupi od navedene rute pohranjene u računalu i pod nadzorom GPSa", ali da bi se ti alarmi mogli "ručno isključiti".[48]